# Nintendo Entertainment Analysis and Development
Nintendo Entertainment Analysis and Development (o EAD; antigament Research & Development Team 4) va ser la divisió més gran dins de Nintendo del Japó, sota el comandament de Shigeru Miyamoto. Aquest equip se centra principalment en el desenvolupament de jocs. El 1997, Miyamoto va explicar que entre es dedicaven entre vint i trenta empleats a cada joc desenvolupat per EAD durant tot el seu desenvolupament. També va fer conèixer l'existència d'un grup de programació dins de la divisió anomenat SRD, un grup d'uns dos-cents empleats experts en el desenvolupament de maquinari.
EAD és coneguda per treballar en jocs de les sèries de Mario, The Legend of Zelda, Pikmin i Donkey Kong entre molts altres títols. EAD estava encapçalada per Yoshiaki Koizumi i Takao Shimizu.
El 16 de setembre amb la nova presidència de Nintendo Tatsumi Kimishima Nintendo EAD es va fusionar amb Nintendo SPD per crear Nintendo EPD.